# Khamseh

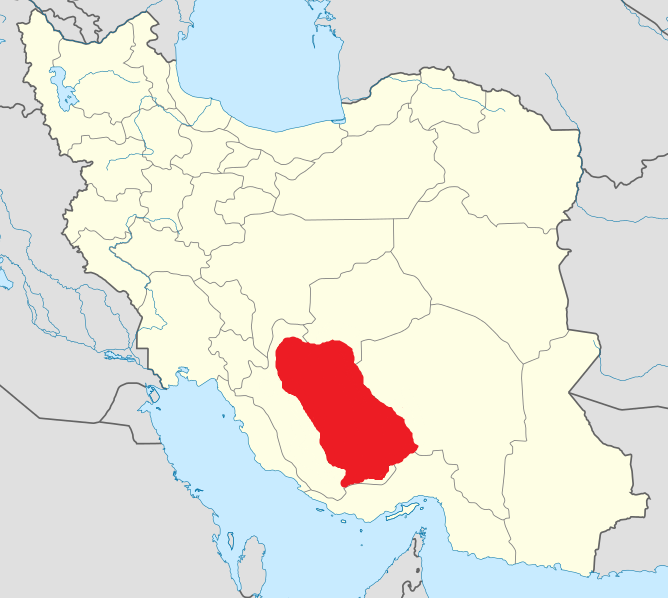
Mappa della zona di migrazione delle tribù della confederazione Khamseh

Khamseh (in lingua persiana ایلات خمسه) è una confederazione tribale in provincia di Fars nel sud-ovest dell'Iran. È costituita da cinque tribù, da cui il suo nome Khamseh ("cinque"). Le tribù sono ancora in parte nomadi, alcune parlano il persiano Basseri, alcune sono arabe e parlano la lingua araba ed altre parlano la lingua di Qashqai (Inalu, Baharlu e Nafar). Sono allevatori di pecore, che controllano montando sui cammelli.
La storia della confederazione tribale di Khamseh iniziò nel 1861-1862 quando Nasser al-Din Shah Qajar creò la Confederazione tribale di Khamseh. Mise insieme cinque tribù nomadi, Arab, Nafar, Baharlu, Inalu e Basseri e le mise sotto il controllo della famiglia Qavam ol-Molk. Lo schema di unione forzata delle tribù non era una nuova idea, poiché gli scià Safhid, in precedenza, avevano creato confederazioni omogenee (Kizilbash) per temperare la crescente forza dei Qashqai, che stavano guadagnando tanto potere.
Le tribù di Khamseh erano un misto di persiani, turchi e arabi.

## Tribù
- Basseri (persiani)
- Inalu (Qashqai - turchi)
- Baharlu (Qashqai - turchi)
- Nafar (Qashqai - Turkish)
- Arab (arabi)